# Giuseppe Taddei
Giuseppe Taddei (Genova, 1916. június 26. – Róma, 2010. június 2.) olasz operaénekes (bariton).

## Életpályája
Az olaszországi Genovában született és Rómában tanult, ahol 1936-ban Wagner Lohengrin című operájának Haraldjaként debütált. A római Teatro dell’Opera tagja volt, mielőtt 1942-ben besorozták a hadseregbe. A háború után folytatta énekesi pályáját, és két évadon át a bécsi Staatoperben szerepelt. 1947-ben debütált Londonban, a Cambridge Theatre-ben. A következő évben, 1948-ban első alkalommal lépett fel a Salzburgi Ünnepi Játékokon, a milánói Teatro alla Scalában és a nápolyi Teatro di San Carlóban.
Az amerikai bemutatkozására 1957-ben a San Francisco Operában került sor, majd 1959-ben a chicagói Lyric Opera színpadán is bemutatkozott. 1960 és 1967 között rendszeresen énekelt a londoni Royal Opera House-ban.
A vígoperákban és a drámákban egyaránt meggyőző alakítást nyújtott. A repertoárjában szerepeltek a Figaro házassága és A sevillai borbély című operák Figarói, a Don Giovanni Leporellója és Don Giovannija, a Szerelmi bájital Belcore és Dulcamara szerepei, valamint alakításai közé tartozott Don Carlo az Ernaniban, a Macbeth, a Rigoletto és a Falstaff címszerepei, Amonasro az Aidában, Jago az Otellóban, Barnaba a Giocondában, Gérard az Andrea Chénier-ben és Scarpia a Toscában. Hangi adottságai lehetővé tették számára, hogy idős koráig folytassa az éneklést, ideértve a Metropolitan Operában való debütálást 69 éves korában, 1985. szeptember 25-én, a Falstaff címszerepében.
Sok felvételt készített, többek között mint Figaro a Figaro házasságában és Leporello a Don Giovanniban Carlo Maria Giulini vezényletével, Macbeth Birgit Nilsson partnereként, a Macbethben, Scarpia a Toscában és Falstaff a Falstaffban, s utóbbi kettőben Herbert von Karajan vezényelte.

## Felvételei
| Év   | Opera                      | Zeneszerző   | Rendező                | Szerep               | Jegyzetek |
| ---- | -------------------------- | ------------ | ---------------------- | -------------------- | --------- |
| 1941 | Andrea Chénier             | Giordano     | Oliviero de Fabritiis  | Pietro Fléville      |           |
| 1941 | Andrea Chénier             | Giordano     | Oliviero de Fabritiis  | Fouquier-Tinville    |           |
| 1949 | Gianni Schicchi            | Puccini      | Alfredo Simonetto      | Gianni Schicchi      |           |
| 1950 | A sevillai borbély         | Rossini      | Fernando Previtali     | Figaro               |           |
| 1950 | Falstaff                   | Verdi        | Mario Rossi            | John Falstaff        |           |
| 1951 | Ernani                     | Verdi        | Fernando Previtali     | Don Carlo            |           |
| 1951 | Traviata                   | Verdi        | Oliviero de Fabritiis  | Giorgio Germont      |           |
| 1951 | Aida                       | Verdi        | Oliviero de Fabritiis  | Amonasro             |           |
| 1951 | Bohémélet                  | Puccini      | Gabriele Santini       | Marcello             |           |
| 1952 | Tell Vilmos                | Rossini      | Mario Rossi            | Tell Vilmos          |           |
| 1952 | Adriana Lecouvreur         | Cilèa        | Gabriele Santini       | Michonnet            |           |
| 1952 | Traviata                   | Verdi        | Gabriele Santini       | Giorgio Germont      |           |
| 1953 | Pillangókisasszony         | Puccini      | Angelo Questa          | Sharpless            |           |
| 1953 | Linda di Chamounix         | Donizetti    | Alfredo Simonetto      | Antonio              |           |
| 1953 | Szerelmi bájital           | Donizetti    | Gianandrea Gavazzeni   | Belcore              |           |
| 1953 | A varázsfuvola             | Mozart       | Herbert von Karajan    | Papageno             |           |
| 1953 | Anyegin                    | Csajkovszkij | Nino Sanzogno          | Jevgenyij Anyegin    |           |
| 1954 | Tosca                      | Puccini      | Oliviero de Fabritiis  | Scarpia              |           |
| 1954 | Rigoletto                  | Verdi        | Angelo Questa          | Rigoletto            |           |
| 1955 | Otello                     | Verdi        | Franco Capuana         | Jago                 |           |
| 1954 | Szerelmi bájital           | Donizetti    | Gianandrea Gavazzeni   | Dulcamara            | DVD       |
| 1955 | Don Giovanni               | Mozart       | Max Rudolf             | Don Giovanni         |           |
| 1955 | A hugenották               | Meyerbeer    | Tullio Serafin         | Nevers               |           |
| 1955 | Andrea Chénier             | Giordano     | Angelo Questa          | Charles Gérard       |           |
| 1955 | Tosca                      | Puccini      | Vincenzo Belleza       | Scarpia              |           |
| 1956 | Mózes                      | Rossini      | Tullio Serafin         | Faraone              |           |
| 1956 | Linda di Chamounix         | Donizetti    | Tullio Serafin         | Antonio              |           |
| 1956 | Falstaff                   | Verdi        | Tullio Serafin         | John Falstaff        | DVD       |
| 1957 | A szicíliai vecsernye      | Verdi        | Tullio Serafin         | Monfort hercege      |           |
| 1957 | Moïse et Pharaon           | Rossini      | Tullio Serafin         | Faraone              |           |
| 1957 | Tosca                      | Puccini      | Tullio Serafin         | Scarpia              |           |
| 1958 | Otello                     | Verdi        | Thomas Beecham         | Jago                 |           |
| 1958 | Szerelmi bájital           | Donizetti    | Tullio Serafin         | Dulcamara            |           |
| 1959 | Figaro házassága           | Mozart       | Carlo Maria Giulini    | Figaro               |           |
| 1959 | Don Giovanni               | Mozart       | Carlo Maria Giulini    | Leporello            |           |
| 1960 | Macbeth                    | Verdi        | Vittorio Gui           | Macbeth              |           |
| 1960 | Gyöngyhalászok             | Bizet        | Armando La Rosa Parodi | Zurga                |           |
| 1961 | A végzet hatalma           | Verdi        | Fernando Previtali     | Don Carlos de Vargas |           |
| 1961 | Figaro házassága           | Mozart       | Carlo Maria Giulini    | Figaro               |           |
| 1962 | Tosca                      | Puccini      | Herbert von Karajan    | Scarpia              |           |
| 1962 | Tosca                      | Puccini      | Carlo Felice Cillario  | Scarpia              |           |
| 1962 | Così fan tutte             | Mozart       | Karl Böhm              | Guglielmo            |           |
| 1962 | A nürnbergi mesterdalnokok | Wagner       | Lovro Von Matacic      | Sachs                |           |
| 1963 | Bohémélet                  | Puccini      | Herbert von Karajan    | Schaunard            |           |
| 1964 | Macbeth                    | Verdi        | Thomas Schippers       | Macbeth              |           |
| 1964 | Igor herceg                | Borogyin     | Armando La Rosa Parodi | Igor herceg          |           |
| 1965 | Bajazzók                   | Leoncavallo  | Herbert von Karajan    | Tonio                |           |
| 1966 | Simon Boccanegra           | Verdi        | Giuseppe Patanè        | Simon Bocanegra      |           |
| 1967 | Szerelmi bájital           | Donizetti    | Gianandrea Gavazzeni   | Belcore              | DVD       |
| 1967 | Szerelmi bájital           | Donizetti    | Gianandrea Gavazzeni   | Belcore              |           |
| 1968 | Ernani                     | Verdi        | Manno Wolf-Ferrari     | Don Carlo            |           |
| 1969 | Belisario                  | Donizetti    | Gianandrea Gavazzeni   | Belisario            |           |
| 1973 | Caterina Cornaro           | Donizetti    | Alfredo Silipigni      | Lusignano            |           |
| 1974 | Luisa Miller               | Verdi        | Alberto Erede          | Miller               |           |
| 1974 | Tell Vilmos                | Rossini      | Jacques Delacôte       | Tell Vilmos          |           |
| 1974 | A pünkösdi királyság       | Verdi        | Piero Bellugi          | báró                 |           |
| 1975 | Don Pasquale               | Donizetti    | Carlo Franci           | Don Pasquale         |           |
| 1976 | Éljen a mama!              | Donizetti    | Carlo Franci           | Mamma Agata          |           |
| 1977 | Adriana Lecouvreur         | Cilèa        | Gianandrea Gavazzeni   | Michonnet            |           |
| 1980 | Falstaff                   | Verdi        | Herbert von Karajan    | John Falstaff        |           |
| 1982 | Falstaff                   | Verdi        | Herbert von Karajan    | John Falstaff        | DVD       |
| 1992 | Manon Lescaut              | Puccini      | James Levine           | Geronte di Ravoir    |           |

## Fordítás
- Ez a szócikk részben vagy egészben  a   Giuseppe Taddei című angol Wikipédia-szócikk ezen változatának fordításán alapul.  Az eredeti cikk szerkesztőit annak laptörténete sorolja fel. Ez a jelzés csupán a megfogalmazás eredetét és a szerzői jogokat jelzi, nem szolgál a cikkben szereplő információk forrásmegjelöléseként.